# Asterix parallelus
Asterix parallelus är en skalbaggsart som först beskrevs av Lewis 1900.  Asterix parallelus ingår i släktet Asterix och familjen stumpbaggar. Inga underarter finns listade i Catalogue of Life.